# Jan Tausinger
Jan Tausinger (født 1. november 1921 i Piatra Neamț, Rumænien - død 29. juli 1980 i Prag, Tjekkiet) var en rumænsk født etnisk tjekkisk komponist, dirigent og rektor.
Tausinger studerede komposition på Musikkonservatoriet i Bukarest hos bl.a. Dimitrie Cuclin og Alfred Mendelsohn.
Han studerede videre i Tjekkiet på Akademiet i Prag hos Alois Hába og Pavel Bořkovec. Tausinger har skrevet 3 symfonier, orkesterværker, kammermusik, koncertmusik, opera, balletmusik, klaverstykker og vokalværker etc. 
Han dirigerede de forskellige radioorkestre i Bukarest, Ostrava og Plzeň og var rektor på Musikkonservatoriet i Ostrava.
Han bosatte sig i Tjekkiet efter endt afgangseksamen på Akademiet i Prag.

## Udvalgte værker
- Symfoni nr. 1  "Osvobození" (Befrielsen) (1950–52) - for orkester
- Symfoni nr. 2  "Sinfonia Bohemica" (1973-5) - for baryton, herrekor, cembalo, trompet og orkester
- Symfoni nr. 3  "Sinfonia Slovacca" (1979) - for orkester
- Violinkoncert (1962–1963) - for violin og orkester